# John S. Latsis Public Benefit Foundation
Die John S. Latsis Public Benefit Foundation mit Sitz in Vaduz und Büro in Athen wurde 2005 im Andenken an und aus dem Nachlass von Giannis Latsis gegründet. Sie fördert innerhalb und außerhalb von Griechenland gemeinnützige Zwecke von Bildung, Wissenschaft, Kultur, Kunst, Gemeinwesen und Umweltschutz. Hierzu werden Aktivitäten in Griechenland direkt und weitere Stiftungen eines Netzwerkes von Latsis-Stiftungen unterstützt. Zu diesen Tochter-Stiftungen gehören die Internationale Latsis-Stiftung (Fondation Latsis Internationale) mit Sitz in Bellevue bei Genf, die mehrere Schweizer und internationale Wissenschaftspreise stiftet und weitere Stiftungen, die Stipendien an Studenten aus Griechenland vergeben oder die griechischsprachige Minderheit in Albanien unterstützen.